# Nestorios
Nestorios (řecky Νεστόριος, latinsky Nestorius; po 381 Germanicia – asi 451 Horní Egypt) byl konstantinopolský patriarcha (428 – 431), zpravidla označovaný za autora jedné z křesťanských herezí, nestoriánství.
Nestorios vystudoval u známého exegety Theodora z Mopsuestie v Antiochii a vyzískal si jméno svými promluvami. Proto jej také císař Theodosius II. jmenoval v roce 428 konstantinopolským patriarchou.
Jako představitel antiošské školy se postavil proti novému pojmenování, které začalo být připisováno Ježíšově matce Marii – θεοτόκος (Theotokos nositelka Boha, bohorodička). Namísto něj prosazoval titul Χριστοτόκος (christotokos nositelka Krista). Představitelé alexandrijské školy, především Cyril Alexandrijský rozvířili nato teologickou debatu o skutečných Nestoriových postojích. Otázka se netýkala pouze Marie, avšak především osoby Ježíše Krista a jejího vnímání, v další řadě pak sporů mezi patriarcháty v Antiochii a Alexandrii, vlivu císaře na konstantinopolský stolec a papežského primátu.
Nestorios se stavěl proti označení Panny Marie jako theotokos, neboť se domníval, že zpochybňuje ve skutečnosti Ježíšovo božství. Marii považoval za matku pouze lidské části Ježíšovy osobnosti (lidské přirozenosti). Cyril Nestoriovi vytýkal, že tak vlastně popírá vtělení Boha v Ježíši Kristu, a že z Ježíše vytváří dvě rozlišené osoby. Roku 1895 však byl nalezen spis Liber Heraclidis, který Nestorios sepsal ke sklonku svého života. V knize odmítá herezi, z níž byl obviněn, a jeho popis Krista se velmi podobá formuli Chalkedonského koncilu roku 451. Z nálezu je jisté, že Nestorios neučil o dvou osobách v Kristu, a tudíž nezastával nauku označovanou jako nestoriánství.
Císař Theodosius II. (401–450) posléze svolal ekumenický koncil do Efezu, který se měl této otázce věnovat. Podporoval přitom konstantinopolského patriarchu, kdežto papež Celestýn I. stál na straně Cyrilově. Cyril pak zahájil Efezský koncil za nepřítomnosti antiošských biskupů, kteří nestačili přijet, a koncil tak Nestoria sesadil.
V následujících měsících bylo sedmnáct biskupů, kteří Nestoria podporovali, sesazeno. 3. srpna 433 pak na nátlak své sestry Pulcherie císař poslal Nestoria do vyhnanství do hornoegyptského kláštera. Nestoriovy spisy byly zničeny, dochovaly se pouze zčásti v syrštině. Celý spor zapříčinil rozdělení církve a oddělení nestoriánských církví zvláště ve Střední Asii a na Středním Východě, které dodnes Nestoriovu christologii antiošského typu (dvě přirozenosti, dvě hypostáze (esence, podstaty), jedna osoba –πρόσωπον v Kristu) uchovávají.